# مستر کیپلینگ
مستر کیپلینگ (انگلیسی: Mr Kipling) یک نام تجاری یا برند از کیک، پای و محصولات پخته شده در کارلتون، یورک‌شر جنوبی و Stoke-on-Trent است و در بریتانیا، ایرلند، استرالیا و آمریکای شمالی به بازار عرضه می‌شود. .